# Порода (лингвистика)
Порода — тип глагольной основы в семитских языках с полным набором форм (времена, наклонения, именные формы), образованной от трёхсогласного корня и служащей для выражения различных изменений в первичном значении корня, прежде всего изменений в направлении действия (то есть залоговых отношений), а также характера его протекания (то есть видовых оттенков). Принятое в русскоязычной семитологической традиции наименование является калькой с лат. stirps, восходящего к традиционному арабскому обозначению نَوْعٌ‎.

## Аккадский язык
Породы аккадского глагола с формальной точки зрения подразделяются на три серии: основные, t-породы (с инфиксом -t(a)-) и tn-породы (с инфиксом -tan(a)-). Форма и значение наиболее употребительных пород могут быть охарактеризованы следующим образом:
G — (нем. Grundstamm) основная порода;
D — (нем. Doppelungsstamm) порода с удвоением второго корневого; значение традиционно определяется как «интенсивное», его конкретная реализация в значительной степени определяется характером значения соответствующего глагола основной породы: фактитивность для глаголов, обозначающих состояние; множественность субъектов или объектов, многократность или повторяемость действия для переходных глаголов (с высокой степенью лексикализации);
Š — порода с показателем (-)šV-; основная функция — каузатив к G;
N — порода с показателем (-)n(V)-; основная функция — пассив (реже рефлексив) к G;
Gt — порода с инфиксом -t(a)-; базовое значение установить трудно из-за редкой встречаемости; надёжно засвидетельствованы примеры со значением реципрока (взаимности); для некоторых глаголов движения вероятно сепаративное значение; Gt не употребляется в качестве пассива к G;
Dt — порода с инфиксом -ta- в сочетании с удвоением второго корневого; основная функция — пассив к D;
Št — порода с показателем (-)š(u)ta-; по морфологическим и семантическим критериям Št принято членить на два подкласса: формы первого подкласса выступают в качестве пассива к Š, для них характерна краткая форма презенса (uštapras); им противопоставлены глаголы с долгой формой презенса (uštaparras), которые не имеют пассивного значения; конкретное значение глаголов второго подкласса обычно непредсказуемо и определяется лексически;
Gtn, Dtn, Štn — породы с инфиксацией показателя -tan-, как правило, сохраняют семантику глагола в основной породе, придавая ему итеративное (многократное, повторяющееся) значение.
Кроме того, известны несколько редких пород: ŠD (сочетание удвоения второго корневого с каузативным показателем), Ntn (tn-порода для N), R (порода с удвоенным последним корневым).

## Арабский язык
Исторически система арабских пород насчитывала пятнадцать форм, однако в современном языке последние пять пород являются либо малопродуктивными, либо не встречаются вообще. Таким образом практически употребляются десять пород. Не от каждого корня можно образовать все производные породы.
В перфекте все породы спрягаются так же, как I порода. Кроме личных форм глаголы всех пород образуют неличные формы: масдар (имя действия) и причастия.

### I порода
I порода является исходной для образования всех производных пород. Она представляет собой трёхсогласный корень, первый и третий кореневой которого огласован фатхой (a), а второй корневой имеет одну из трёх огласовок (a, i, u) в зависимости от глагола. По своему значению глаголы I породы могут быть переходными и непереходными. Глаголы типа فَعَلَ имеют обычно переходное значение (دَرَسَ ‘изучать’, но جَلَسَ ‘сидеть’), типа فَعِلَ — как переходное, так и непереходное (فَهِمَ ‘понимать’ и شَبِعَ ‘быть сытым’), типа فَعُلَ — непереходное значение (كَبُرَ ‘быть большим’, حَسُنَ ‘быть хорошим’).
Для спряжения в имперфекте при присоединении личных преформативов (أَ، تَـ، يَـ، نَـ) и окончаний первый корневой огласовывается сукуном, а второй — одной из трёх огласовок (при этом предсказать, какой будет огласовка второго корневого в имперфекте по начальной форме, в общем случае невозможно: при изучении языка её нужно заучивать вместе с глаголом или сверяться по словарю).
Масдар образуется от всех пород по специальным моделям. Однако глаголы I породы образуют масдар по многочисленным моделям, при этом не существует точного правила выбора конкретной модели для конкретного глагола. Подробнее в статье масдар.
Причастия I породы образуются по моделям فَاعِلٌ (действительное) и مَفْعُولٌ (страдательное): كَتَبَ ‘писать’ — كَاتِبٌ ‘пишущий’, ‘писатель’ — مَكْتُوبٌ ‘написанный’, ‘письмо’, 'мактуб'.

### II порода
II порода образуется от I породы путём удвоения второго корневого, при этом второй корневой огласовывается фатхой (a) независимо от того, какую огласовку он имеет в I породе. Глагол II породы получает одно из следующих основных значений:
1. усиленное или учащённое действие: ضَرَبَ ‘бить’ — ضَرَّبَ ‘сильно, много бить’;
2. сообщение переходности глаголам непереходным или двойной переходности глаголам переходным (понудительное значение): نَظُفَ ‘быть чистым’ — نَظَّفَ ‘чистить’, عَلِمَ ‘знать’ — عَلَّمَ ‘обучать’ (заставлять знать);
3. объявительное (декларативное) значение: صَدَقَ ‘говорить правду’ — صَدَّقَ ‘считать правдивым’, ‘верить’;
4. образованный от имени глагол II породы имеет значение ‘превращать в (значение имени)’: ذَهَبٌ ‘золото’ — ذَهَّبَ ‘позолотить’.
При спряжении в имперфекте кроме личных преформативов (أُ، تُـ، يُـ، نُـ) и окончаний, второй корневой всегда огласовывается кясрой (i).
Масдар II породы образуется по модели تَفْعِيلٌ. Например: عَلَّمَ ‘обучать’ — تَعْلِيمٌ ‘обучение’.
Причастия II породы образуются по моделям مُفَعِّلٌ (действительное) и مُفَعَّلٌ (страдательное): عَلَّمَ ‘обучать’ — مُعَلِّمٌ ‘обучающий’, ‘учитель’ — مُعَلَّمٌ ‘обучаемый’, ‘обученный’.
Глаголы с четырёхсогласным корнем спрягаются как глаголы с трехсогласным корнем II породы. Масдар от четырёхсогласных глаголов образуется по моделям فَعْلَلَةٌ (например: تَرْجَمَ ‘переводить’ — تَرْجَمَةٌ ‘перевод’) или فِعْلَالٌ (например: زَلْزَلَ ‘сотрясать’ — زِلْزَالٌ ‘сотрясение’).

### III порода
III порода образуется от первой путём удлинения гласного первого корневого ([a] > [ā]) и огласовкой второго и третьего корневых фатхой (a). Таким образом модель III породы имеет вид فَاعَلَ. В III породе глагол получает следующие основные значения:
1. взаимное действие между двумя лицами или сторонами: كَتَبَ ‘писать’ — كَاتَبَ ‘переписываться’, جَلَسَ ‘сидеть’ — جَالَسَ ‘заседать’;
2. применение того, что описывается I породой, по отношению к другому лицу или другой стороне: حَسُنَ ‘быть хорошим’ — حَاسَنَ ‘обходиться по-хорошему’.
Формы имперфекта III породы имеют огласовкой при личных преформативах дамму (u), а при втором корневом — кясру (i).
Масдар III породы образуется по моделям مُفَاعَلَةٌ (например: كَاتَبَ ‘переписываться’ — مُكَاتَبَةٌ ‘переписка’) или فِعَالٌ (например: نَاضَلَ ‘бороться’ — نِضَالٌ ‘борьба’). От многих глаголов образуются масдары обоих типов: سَابَقَ ‘состязаться’ — مُسَابَقَةٌ и سِبَاقٌ ‘состязание’.
Причастия III породы образуются по моделям مُفَاعِلٌ (действительное) и مُفَاعَلٌ (страдательное): نَاضَلَ ‘бороться’ — مُنَاضِلٌ ‘борющийся’, ‘борец’; خَاطَبَ ‘обращаться’ — مُخَاطَبٌ ‘тот, к кому обращаются’.

### IV порода
IV порода образуется от I породы путём добавления преформатива أَ, огласовки первого корневого сукуном, а второго и третьего — фатхой (a). Таким образом модель IV породы — أَفْعَلَ. Глаголы в IV породе имеют следующие основные значения:
1. сообщение переходности непереходным глаголам и двойной переходности переходным, но, в отличие от аналогичного значения II породы, действие глагола IV породы по характеру его протекания более кратковременное: نَهَضَ ‘вставать’ — أَنْهَضَ ‘поднимать’; عَلِمَ ‘знать’ — أَعْلَمَ ‘сообщать’ (ср.: II порода عَلَّمَ ‘учить’);
2. при деноминативном образовании глаголы IV породы означают отправление в место, обозначенное исходным именем: أَلْعِرَاقُ ‘Ирак’ — أَعْرَقَ ‘отправлять в Ирак’, بَحْرٌ ‘море’ — أَبْحَرَ ‘отплывать’.
Формы имперфекта глаголов IV породы образуются путём опущения преформативной хамзы, огласовки личных преформативов даммой (u), а второго корневого — кясрой (i); первый корневой остается с сукуном.
Масдар IV породы образуется по модели إِفْعَالٌ. Например: أَرْسَلَ ‘отправлять’ — إِرْسَالٌ ‘отправление’.
Причастия от глаголов IV породы образуются по моделям مُفْعِلٌ (действительное) и مُفْعَلٌ (страдательное): أَرْسَلَ ‘отправлять’ — مُرْسِلٌ ‘отправляющий’ — مُرْسَلٌ ‘отправленный’.

### V порода
V порода как по образованию, так и по своему значению тесно связана со II породой. Перфект V породы образуется от II породы добавлением преформатива تَـ по формуле تَفَعَّلَ. Основное значение V породы — возвратное по отношению ко II породе: كَسَّرَ ‘разбивать вдребезги’ — تَكَسَّرَ ‘разбиваться вдребезги’, عَلَّمَ ‘учить’ — تَعَلَّمَ ‘учиться’.
При образовании форм имперфекта глаголов V породы личные преформативы и второй корневой огласовываются фатхой (a).
Масдар V породы образуется по модели تَفَعُّلٌ. Например: تَعَلَّمَ ‘учиться’ — تَعَلُّمٌ ‘учёба’.
Причастие действительного залога образуется по модели مُتَفَعِّلٌ (например: تَعَلَّمَ ‘учиться’ — مُتَعَلِّمٌ ‘учащийся’). Причастия страдательного залога от глаголов V породы практически не образуются (за крайне редким исключением).

### VI порода
VI порода по своему образованию связана с III породой и образуется от неё с помощью преформатива تَـ по модели تَفَاعَلَ. В VI породе глагол получает следующие основные значения:
1. взаимно-массовое действие: سَقَطَ ‘падать’ — تَسَاقَطَ ‘осыпаться’, ‘опадать’;
2. изменение интенсивности действия: كَثُرَ ‘быть многочисленным’ — تَكَاثَرَ ‘умножаться’, ضَؤُلَ ‘быть слабым’ — تَضَاءَلَ ‘ослабевать’, ‘уменьшаться’;
3. симуляция действия или состояния, выраженного глаголом I породы (на русский язык глаголы VI породы с этим значением переводятся описательно с помощью глаголов ‘притворяться’, ‘прикидываться’ и т. п.): جَهِلَ ‘не знать’ — تَجَاهَلَ ‘прикидываться незнающим’, ‘игнорировать’; مَرِضَ ‘болеть’ — تَمَارَضَ ‘притворяться больным’.
В формах имперфекта глаголов VI породы личные преформативы и второй корневой огласовываются фатхой (a).
Масдар VI породы образуется по модели تَفَاعُلٌ. Например: تَجَاهَلَ ‘игнорировать’ — تَجَاهُلٌ ‘игнорирование’.
Причастия VI породы образуются по моделям مُتَفَاعِلٌ (действительное) и مُتَفَاعَلٌ (страдательное): تَسَاقَطَ ‘опадать’ — مُتَسَاقِطٌ ‘опадающий’, تَنَازَلَ ‘уступать’ — مُتَنَازَلٌ ‘уступаемый’ (предмет уступки).

### VII порода
VII порода образуется от I породы с помощью преформатива إِنْـ, при этом все остальные корневые огласовываются фатхой (a). Основной функцией VII породы является сообщение страдательного значения глаголу I породы. На русский язык глаголы VII породы часто переводятся возвратными глаголами: قَسَمَ ‘делить’ — إِنْقَسَمَ ‘делиться’, ‘быть разделённым’; قَطَعَ ‘прекращать’ — إِنْقَطَعَ ‘прекращаться’, ‘быть прерванным’.
Действие, обозначаемое глаголом VII породы, по своему характеру всегда является непереходным. Поэтому глаголы VII породы никогда не имеют при себе дополнения.
Формы имперфекта глаголов VII породы образуются путём опущения преформативной хамзы, огласовки личных преформативов фатхой (a), а второго корневого — кясрой (i).
Масдар VII породы образуется по модели إِنْفِعَالٌ. Например: إِنْقَسَمَ ‘делиться’ — إِنْقِسَامٌ ‘разделение’, إِنْقَطَعَ ‘быть прерванным’ — إِنْقِطَاعٌ ‘прекращение’, ‘перерыв’.
Причастие действительного залога VII породы образуется по модели مُنْفَعِلٌ. Например: إِنْعَقَدَ ‘быть созванным’ — مُنْعَقِدٌ ‘созванный’.
Начальная хамза преформатива в формах перфекта и масдара VII породы является протезой, то есть выполняет вспомогательную функцию во избежание двусогласного начала. В потоке речи, находясь в середине синтагмы, она васлируется.

### VIII порода
VIII порода образуется от I породы путём добавления преформативной хамзы, огласованной кясрой (i), включением между первым и вторым корневыми инфикса ـتَـ, огласовкой первого корневого сукуном, а второго — фатхой (a). При образовании VIII породы следует иметь в виду, что если первый корневой глагола является эмфатическим (ط، ظ، ص، ض) или звонким (د، ذ، ز), то инфикс ـتَـ ассимилируется соответственно в ـطَ или в ـدَ. Например: ضَرَبَ ‘бить’ — إِضْطَرَبَ ‘биться’, ‘волноваться’; زَهَرَ ‘блистать’ — إِزْدَهَرَ ‘процветать’.
Основным значением VIII породы является возвратное по отношению к значению I породы: جَمَعَ ‘собирать’ — إِجْتَمَعَ ‘собираться’, شَغَلَ ‘занимать’ — إِشْتَغَلَ ‘заниматься’.
Некоторые глаголы в VIII породе получают возвратное значение с оттенком «для себя», «в своих интересах»: كَسَبَ ‘приобретать’ — إِكْتَسَبَ ‘приобретать себе’, ‘зарабатывать’; قَسَمَ ‘делить’ — إِقْتَسَمَ ‘делить между собой’.
Формы имперфекта образуются путём опущения преформативной хамзы, огласовки личных преформативов фатхой (a), а второго корневого — кясрой (i).
Масдар VIII породы образуется по модели إِفْتِعَالٌ. Например: إِشْتَغَلَ ‘заниматься’ — إِشْتِغَالٌ ‘занятие’, إِشْتَرَكَ ‘участвовать’ — إِشْتِرَاكٌ ‘участие’.
Причастия VIII породы образуются по моделям مُفْتَعِلٌ (действительное) и مُفْتَعَلٌ (страдательное): إِشْتَرَكَ ‘участвовать’ — مُشْتَرِكٌ ‘участвующий’, ‘участник’; إِكْتَسَبَ ‘зарабатывать’ — مُكْتَسَبٌ ‘заработанный’.
Начальная хамза преформатива в формах перфекта и масдара VIII породы является протезой, то есть выполняет вспомогательную функцию во избежание двусогласного начала. В потоке речи, находясь в середине синтагмы, она васлируется.

### IX порода
IX порода глагола образуется от I породы путём прибавления преформативной хамзы, огласованной кясрой (i), огласовкой первого корневого сукуном, второго — фатхой (a) и удвоением третьего корневого. Глаголы IX породы по своему значению тесно связаны с прилагательными, обозначающими цвет или внешнее качество. Значение этой породы — «становиться какого-либо цвета» или «приобретать то или иное внешнее качество»: أَحْمَرُ ‘красный’ — إِحْمَرَّ ‘краснеть’, أَخْضَرُ ‘зелёный’ — إِخْضَرَّ ‘зеленеть’.
Формы имперфекта образуются путём опущения преформативной хамзы и огласовкой личных преформативов и второго корневого фатхой (a).
Масдар IX породы образуется по модели إِفْعِلَالٌ. Например: إِحْمَرَّ ‘краснеть’ — إِحْمِرَارٌ ‘покраснение’.
Причастие действительного залога от глагола IX породы образуется по модели مُفْعَلٌّ. Например: إِخْضَرَّ ‘зеленеть’ — مُخْضَرٌّ ‘зеленеющий’.
Начальная хамза преформатива в формах перфекта и масдара IX породы является протезой, то есть выполняет вспомогательную функцию во избежание двусогласного начала. В потоке речи, находясь в середине синтагмы, она васлируется.

### X порода
X порода глагола образуется от I породы с помощью префикса إِسْتَـ и огласовки первого корневого сукуном, а второго — фатхой (a). В X породе глагол получает следующие основные значения:
1. возвратное значение для глаголов IV породы: أَيْقَظَ ‘будить’ — إِسْتَيْقَظَ ‘просыпаться’, أَذْكَرَ ‘напоминать’ — إِسْتَذْكَرَ ‘вспоминать’;
2. идея просьбы или привлечения со стороны: قَدِمَ ‘прибывать’ — إِسْتَقْدَمَ ‘пригласить’ (просить прибыть);
3. иногда получают значение «находить в чём-либо качество, заключенное в значении I породы»: كَبُرَ ‘быть большим’ — إِسْتَكْبَرَ ‘считать большим, важным’, حَسُنَ ‘быть хорошим’ — إِسْتَحْسَنَ ‘одобрять’ (считать хорошим);
4. при деноминативном образовании глагол X породы имеет значение «становиться тем, что означает имя»: حَجَرٌ ‘камень’ — إِسْتَحْجَرَ ‘превратиться в камень’, ‘окаменеть’.
При образовании форм имперфекта хамза префикса заменяется личными преформативами с огласовкой фатха (a), а второй корневой огласовывается кясрой (i).
Масдар X породы образуется по модели إِسْتِفْعَالٌ. Например: إِسْتَخْرَجَ ‘добывать’ — إِسْتِخْرَاجٌ ‘добыча’, إِسْتَقْبَلَ ‘принимать’ — إِسْتِقْبَالٌ ‘приём’, ‘встреча’.
Причастия X породы образуются по моделям مُسْتَفْعِلٌ (действительное) и مُسْتَفْعَلٌ (страдательное): إِسْتَقْدَمَ ‘приглашать’ — مُسْتَقْدِمٌ ‘приглашающий’ — مُسْتَقْدَمٌ ‘приглашённый’.
Начальная хамза преформатива в формах перфекта и масдара X породы является протезой, то есть выполняет вспомогательную функцию во избежание двусогласного начала. В потоке речи, находясь в середине синтагмы, она васлируется.

## Древнееврейский язык
Гебраистическая традиция выделяет в древнееврейском языке семь пород, которые не принято нумеровать как в арабском языке. Вместо этого употребляют их «название», построенное по формуле породы от корня פעל, что не вполне удобно, так как формула от этого корня не отражает удвоение второго корневого в ряде пород из-за запрета удваивать гортанные в древнееврейском (ср. فعل в арабистике, но в арабском языке удваиваются все согласные, включая гортанные). Исключением является исходная, «первая» порода, обычно именуемая QAL (Каль ивр. קַל‎ 'простой'). Лишь немногие корни образуют глаголы всех семи пород. Иногда от корня образуются только производные породы, а QAL отсутствует.

### QAL
В перфекте «базовой» породы QAL выделяются три типа основ в зависимости от огласовки второго корневого (первый корневой у всех трех типов имеет огласовку камец): קָטַל ‘он убил’, כָּבֵד ‘он был тяжелым’ (в формах с консонантным суффиксом ē > a: כָּבַדְתִּי ‘я был тяжелым’), קָטֹן ‘он был маленьким’. Второй и третий типы основ характерны для глаголов качества и состояния, оба они малочастотны. Основы первого типа присущи глаголам с различной семантикой.
Основам первого типа, как правило, соответствуют основы имперфекта с огласовкой холем: קָטַל ‘он убил’ — יִקְטֹל ‘он убьёт’; однако в ряде случаев встречается огласовка камец: לָמַד ‘он учил’ — יִלְמַד ‘он выучит’. Основы второго и третьего типа имеют формы имперфекта с огласовкой камец: כָּבֵד ‘он был тяжелым’ — יִכְבַּד ‘он будет тяжелым’, קָטֹן ‘он был маленьким’ — יִקְטַן ‘он будет маленьким’. Исключения типа שָׁכֵן ‘он жил, обитал’ — יִשְׁכֹּן ‘он будет жить’ довольно редки. Для нескольких глаголов отмечаются оба типа вокализма (יִשֹּׁךְ/יִשַּׁךְ ‘кусать’, יַחְפֹּץ/יֶחְפַּץ ‘желать’). Префиксальный вокализм основной породы — хирек (в I л. ед. ч. — сегол).
В традиционной грамматике древнееврейского языка не выделяется внутренний пассив для основной породы, хотя существование такого рода форм предполагалось уже средневековыми еврейскими филологами. Согласно распространенной точке зрения, формы страдательного залога QAL не были распознаны масоретами, которые предавали соответствующим консонантным последовательностям огласовку, свойственную породам PUʕʕAL в перфекте и HOΦʕAL в имперфекте. В действительности пассив основной породы в имперфекте скорее всего не отличался от пассива каузативной породы (как в арабском), вследствие чего формы типа יֻתַּן ‘он будет отдан’ или יֻקַּח ‘он будет взят’ с диахронической точки зрения являются вполне регулярными рефлексами общезападносемитского пассива основной породы.

### NIΦʕAL
Формы породы NIΦʕAL (Нифаль) образуются путём добавления префикса נִ; огласовка первого корневого — шва (с гортанными — хатеф-сегол), а второго — патах.
При образовании имперфекта согласный префикса породы ассимилируется с первым корневым, что отражается на письме либо удвоением первого корневого (сильный дагеш), либо, если первый корневой — гортанный, заместительным удлинением огласовки личного преформатива (e > ē); огласовка первого корневого — камец, второго — цере (или патах, если третий корневой — сильный гортанный): נִכְתַּב ‘он был написан’ — יִכָּתֵב ‘он будет написан’.
Повелительное наклонение и инфинитив образуются от той же основы, что и имперфект, но с добавлением префикса הִ.
Причастие образуется от основы перфекта с помощью удлинения гласного второго корневого (a > ā). Форма женского рода причастия чаще образуется с помощью суффикса â, чем с помощью ת (в QAL ситуация обратная: причастия с ת образуются чаще, чем с â).
У глаголов I-נ в перфекте и причастии נ корня ассимилируется со следующим согласным: נָתַן ‘он дал’ — נִתַּן (nintan > nittan).
Почти все корни, начинающиеся в древнееврейском на י, в прасемитскую эпоху начинались на ו (ср.: ивр. יֶלֶד‎ и араб. وَلَدٌ‎ 'мальчик'). Этот древний ו проявляется в формах породы NIΦʕAL. В перфекте NIΦʕAL, где древнееврейское i префикса породы восходит к прасемитскому a, дифтонг aw стянулся в ô: יָלַד (из *ולד) ‘он рождал’ — *nawlad > nôlad נוֹלַד ‘он родился’.
В пустых и удвоенных глаголах хирек префикса породы заменяется на камец, так как в глаголах этих классов краткий хирек оказывается в открытом безударном слоге, что запрещено.
В самом общем виде породу NIΦʕAL можно охарактеризовать как возвратно-пассивную: מָכַר ‘продавать’ — נִמְכַּר ‘продавать себя’ (в рабство), שָׁמַר ‘хранить’ — נִשְׁמַר ‘беречься’; כָּתַב ‘писать’ — נִכְתַּב ‘быть написанным’.
Пассивное значение может получать оттенок потенциальности: אָכַל ‘есть’ — נֶאֱכַל ‘быть поедаемым’ и ‘быть съедобным’, אָהַב ‘любить’ — נֶאֱהַב ‘быть любимым’ и ‘быть достойным любви’, ‘быть привлекательным’.
Иногда глаголы породы NIΦʕAL означают изменения в состоянии субъекта: נִחַם ‘раскаиваться’, נִרְדַּם ‘уснуть’.
Изредка встречаются глаголы породы NIΦʕAL со значением взаимного действия: נִלְחַם ‘сражаться’, ‘воевать’ (пример глагола, который не существует в породе QAL).

### PIʕʕĒL
Глаголы породы PIʕʕĒL (Пиэль) образуются путём удвоения второго корневого. В перфекте первый корневой имеет огласовку хирек, в имперфекте — патах. Второй корневой как в перфекте, так и в имперфекте имеет огласовку цере (некоторые глаголы имеют сегол: דִּבֶּר ‘говорить’, כִּפֶּר ‘искупать вину’), но у глаголов с сильным гортанным в качестве третьего корневого — патах во всех формах, кроме причастия, где «беглый» патах добавляется к цере. Кроме того, в перфекте цере второго корневого переходит в патах и у обычных глаголов перед личными окончаниями, начинающимся с согласного, то есть в I и II лице единственного и множественного числа.
Причастие образуется от формы имперфекта с помощью префикса מְ. Например: גִּדֵּל ‘увеличивать’ — מְגַדֵּל ‘увеличивающий’.
Порода PIʕʕĒL часто образуется от имен. Образованный от прилагательного, глагол породы PIʕʕĒL обозначает действие, придающее предмету или лицу качество, обозначаемое именем: גָּדוֹל ‘большой’ — גִּדֵּל ‘увеличивать’, קָדוֹשׁ ‘священный’ — קִדַּשׁ ‘освящать’. Довольно часто порода PIʕʕĒL используется для образования глаголов от существительных: קֵן ‘гнездо’ — קִנֵּן ‘вить гнездо’, ‘гнездиться’; אֲלֻמָּה ‘сноп’ — אִלֵּם ‘вязать снопы’. Иногда глаголы PIʕʕĒL, образованные от существительных, обозначают устранение чего-либо: שֹׁרֶשׁ ‘корень’ — שֵׁרֵשׁ ‘искоренять’, חַטָּאת ‘грех’ — חִטֵּא ‘отпускать грех’, ‘очищать’.
Когда глаголы PIʕʕĒL образуются от глаголов породы QAL, они обычно имеют каузативное значение (побуждение или принуждение к действию): לָמַד ‘учиться’ — לִמַּד ‘учить’, אָבַד ‘гибнуть’ — אִבֵּד ‘губить’.
Иногда глаголы PIʕʕĒL обозначают действие более интенсивное, чем соответствующий глагол QAL: שָׁבַר ‘разбивать’ — שִׁבֵּר ‘разбивать вдребезги’, נָשַׁק ‘целовать’ — נִשֵּׁק ‘расцеловать’. Впрочем, иногда оттенок интенсивности едва уловим, и глагол PIʕʕĒL фактически является синонимом соответствующего глагола QAL.
Однако, далеко не всегда можно предсказать значение глагола PIʕʕĒL, даже зная значение корня: פִּזַּר ‘рассеивать’, בִּקֵּשׁ ‘искать’.

### PUʕʕAL
Порода PUʕʕAL (Пуаль) фактически является формой страдательного залога для глаголов породы PIʕʕĒL: גִּדֵּל ‘возвеличивать’ — גֻּדַּל ‘быть возвеличенным’, בִּקֵּשׁ ‘искать’ — בֻּקַּשׁ ‘быть разыскиваемым’. В породе PUʕʕAL сохраняется удвоение второго корневого, что является отличительной чертой породы PIʕʕĒL. Огласовка основ перфекта и имперфекта совпадает: первый корневой имеет огласовку киббуц, второй — патах. В причастии гласный второго корневого удлиняется: a > ā: הֻלַּל ‘быть прославленным’ — הֻלָּל ‘прославленный’.
Формы PUʕʕAL относительно редки; несколько чаще других встречаются причастия: מְבֹרָךְ (во втором слоге — заместительное удлинение: u > ō из-за невозможности удвоить реш) ‘благословенный’; מְבֻקָּשׁ ‘разыскиваемый’.
Повелительное наклонение в PUʕʕAL не образуется, почти не встречается и инфинитив.

### HIΦʕÎL
Глаголы породы HIΦʕÎL образуются с помощью префикса הַ/הִ (хирек в перфекте, в остальных формах — патах). В формах имперфекта, «перевернутого имперфекта», юссива и причастия согласный ה поглощается префиксом соответствующей формы; идентифицировать породу HIΦʕÎL в таких случаях можно только по огласовке второго корневого: гласный î характеризует основу перфекта, имперфекта, инфинитива и причастия (pf. הִשְׁמִיד, impf. יַשְׁמִיד, inf. הַשְׁמִיד, part. מַשְׁמִיד); гласный ē — основу «перевернутого имперфекта», юссива, абсолютного инфинитива и повелительного наклонения (impf. inv. и iuss. יַשְׁמֵד, inf. abs. и imper. הַשְׁמֵד).
У тех глаголов класса I-י, которые этимологически являются глаголами I-*ו (таких глаголов большинство), за согласным префикса во всех формах HIΦʕÎL следует гласный ô. Префиксальный гласный породы HIΦʕÎL (i/a у правильных глаголов) восходит к прасемитскому a, который образовывал с корневым w дифтонг, впоследствии стянувшийся в долгий монофтонг (*aw > ô): יָרַד (из *ורד) ‘спускаться’ — *hawrîδ > hôrîδ הוֹרִיד ‘спускать’.
Значения пород HIΦʕÎL и PIʕʕĒL в значительной степени совпадают. Для некоторых корней имеются синонимичные пары: הִקְדִּישׁ = קִדַּשׁ ‘освящать’. Такие синонимы могут слегка различаться оттенками значения или стилистически. От многих других корней образуется либо только PIʕʕĒL, либо только HIΦʕÎL.
Чаще всего HIΦʕÎL служит для образования каузативных глаголов: עָבַר ‘переходить’ — הֶעֱבִיר ‘перевести’. При этом, если глагол QAL — переходный, то соответствующий каузативный глагол в HIΦʕÎL может стать дважды переходным: שָׁמַע ‘слышать’ — הִשְׁמִיעַ ‘заставить (кого-либо) услышать (что-либо)’.
Частный случай каузативного значения — «дать возможность или позволить совершить какое-то действие»: רָאָה ‘видеть’ — הֶרְאָה ‘позволить увидеть’.
Глаголы породы HIΦʕÎL, образованные от качественных прилагательных, обозначают действие, придающее предмету или лицу соответствующее качество (например: קָדוֹשׁ ‘священный’ — הִקְדִּישׁ ‘освящать’; здесь чаще всего случаются синонимичные пары PIʕʕĒL — HIΦʕÎL: גָּדוֹל ‘большой’ — גִּדֵּל и הִגְדִּיל ‘увеличивать’) или имеют значение «приобрести соответствующее качество», при этом наряду в непереходным обычно возможно и переходное значение «придавать соответствующее качество» (например: לָבָן ‘белый’ — הִלְבִּין ‘побелеть’ или ‘сделать белым’).
Как и PIʕʕĒL, порода HIΦʕÎL используется для образования глаголов от существительных: אֹזֶן ‘ухо’ — הֶאֱזִין ‘слушать’, עֶרֶב ‘вечер’ — הֶעֱרִיב ‘делать что-либо вечером’.
Впрочем, многие глаголы не попадают ни в одну из названных категорий: הִשְׁלִיךְ ‘бросать’, הִשְׁמִיד ‘истреблять’, ‘разрушать’.

### HOΦʕAL
Породой HOΦʕAL (Хуфаль) оформляется страдательный залог глаголов породы HIΦʕÎL (как PUʕʕAL является страдательной формой для породы PIʕʕĒL): הִשְׁמִיד ‘разрушать’ — הָשְׁמַד ‘быть разрушенным’.
Перед удвоенным согласным гласный префикса o переходит в u (например: הֻגַּד), а в открытом слоге в û (например: הוּרַד).
После гортанного согласного во всех формах глаголов с гортанным первым корневым появляется сверхкраткий ǒ (הָעֳמַד), который перед шва переходит в краткий o (הָעָמְדָה).

### HIΘPAʕʕĒL
Признак породы HIΘPAʕʕĒL — префикс הִתְ и удвоение второго корневого. Если первый корневой свистящий или шипящий согласный (צ/שׁ/שׂ/ז/ס), то ת префикса меняется с ним местами: *hitšammēr > הִשְׁתַּמֵּר. В случае, если первый корневой ז или צ, согласный ת префикса ещё и частично ассимилируется (по звонкости и эмфатичности соответственно): *hitzakkēr > *hiztakkēr > הִזְדַּכֵּר, *hitṣaddēq > *hiṣtaddēq > הִצְטַדֵּק. Если первый корневой ת/ד/ט, то ת префикса ассимилируется полностью: הִתַּמֵּם ‘вести себя непорочно’, הִדַּבֵּר (<*hitdabbēr) ‘разговаривать’, הִטַּהֵר (<*hitṭahēr) ‘очищаться’. Изредка это происходит и перед נ, например: הִנַּבֵּא (<*hitnabbē’) ‘пророчествовать’.
Основными значениями породы HIΘPAʕʕĒL являются:
1. возвратное: הִתְקַדֵּשׁ ‘освятить себя’, הִתְחַבֵּא ‘прятаться’;
2. к возвратному близко значение «выдавать себя за кого-либо», «считать себя кем-либо», «вести себя как кто-либо»: הִתְחַלָּה ‘прикидываться больным’, הִתְנַבֵּא ‘пророчествовать’ (собственно ‘выступать в качестве пророка’, ‘вести себя как пророк’);
3. действие, нацеленное на достижение собственных интересов (косвенная возвратность, в том числе деноминативно): הִתְחַנֵּן ‘умолять’ (חָנַן ‘благоволить’, ‘быть милостивым’), הִצְטַיֵּד ‘запасаться провизией’ (צֵידָה ‘провизия’);
4. действие многократное и меняющее направление: הִתְהַלֵּךְ ‘ходить туда-сюда’, ‘прохаживаться’; הִתְהַפֵּךְ ‘поворачиваться туда-сюда’.

### PÔLĒL, PÔLAL, HIΘPÔLĒL
От пустых глаголов вместо PIʕʕĒL, PUʕʕAL и HIΘPAʕʕĒL образуются формы с удвоением последнего корневого и огласовкой ô у первого корневого: от корня קום образуются קוֹמֵם ‘восстанавливать’ — קוֹמַם ‘быть восстановленным’ — הִתְקוֹמֵם ‘восстанавливаться’, от корня מות образуются מוֹתֵת ‘умерщвлять’ — מוֹתַת ‘быть умерщвленным’ — הִתְמוֹתֵת ‘умерщвлять себя’.

### Редкие породы
В древнееврейском есть ещё небольшое число пород настолько редких, что не удается даже реконструировать полностью их спряжение. Например:
1. PŌʕĒL: имеет ту же огласовку, что и PÔLĒL, но образуется от обычных трехсогласных корней: שֹׁרֵשׁ (impf. יְשֹׁרֵשׁ, part. מְשֹׁרֵשׁ) ‘пускать корни’ от существительного שֹׁרֶשׁ ‘корень’. Ср. PIʕʕĒL שֵׁרֵשׁ ‘вырывать с корнем’;
2. PAʕLAL: немногочисленные глаголы этой породы образованы от трехсогласного корня путём повторения третьего корневого: שַׁאֲנַן ‘жить спокойно, в безопасности’, ‘благоденствовать’;
3. PUʕLAL: страдательный залог от PAʕLAL: אֻמְלַל ‘слабеть’, ‘чахнуть’;
4. PILPĒL: эти глаголы восходят к двусогласным корням и образованы путём повторения обоих корневых: כִּלְכֵּל (impf. יְכַלְכֵּל, inf. כַּלְכֵּל, part. מְכַלְכֵּל) ‘поддерживать’, ‘содержать’; גִּלְגֵּל ‘катить’.

Довольно часто в Танахе встречается глагол הִשְׁתַּחֲוָה ‘поклоняться’. Прежде его объясняли как HIΘPAʕʕĒL от корня שׁחה, теперь же, в свете сравнения с другими семитскими языками — он считается единственным в древнееврейском языке образцом породы HIŠTAΦʕĒL (префикс הִשְׁתַּ, ср. префикс إِسْتَـ X породы в арабском языке) от корня חוה. Спряжение его подобного спряжению прочих глаголов класса III-слабый.

## Сирийский язык
В классическом сирийском языке имеется три исходные породы, которые обозначаются в соответствии с распространенной в семитологии ассириологической номенклатурой: G-порода (нем. Grundstamm) — морфологически неосложненная основа, D-порода (нем. Doppelungsstamm) — основа с удвоением второго корневого, K-порода (нем. Kausativstamm) — с префиксом ʔa в перфекте. От каждой из этих пород образуется производная порода с префиксом t-: tG, tD, tK. В большинстве работ по сирийской филологии распространена номенклатура «гебраистического» типа: G = pʕal, D = paʕʕel, K = ʔaφʕel, tG = ʔeθpʕel, tD = ʔeθpaʕʕal, tK = ʔettaφʕal.

### G-порода (pʕal)
У глаголов G-породы с целыми корнями (включая глаголы с I-n) наблюдается частичная корреляция между семантическим типом и тематическим гласным в перфекте/имперфекте:
1. к классу a/o относятся преимущественно переходные глаголы (kβaš/neχboš ‘покорять’) и немногие непереходные (nφaq/neppoq ‘выходить’);
2. к классу e/a относятся преимущественно непереходные глаголы, как с динамической, так и со стативной семантикой (sleq/nessaq ‘подниматься’, šlem/nešlam ‘покоиться’, dmeχ/neδmaχ ‘спать’); а также некоторые переходные (ṭʕen/neṭʕan ‘нести’); к этому классу относятся почти все глаголы с I-y;
3. к классу a/e относятся глаголы ʕβaδ/neʕbeδ ‘делать’, zβan/nezben ‘покупать’, а также некоторые глаголы с I-n (nφal/neppel ‘падать’, nφaṣ/neppeṣ ‘трясти’, nγaδ/neggeδ ‘тащить’);
4. к классу a/a относятся некоторые глаголы с III-фарингальным (šmaʕ/nešmaʕ ‘слышать’), а также немногие другие глаголы, преимущественно непереходные (nsaβ/nessaβ ‘брать’, smaq/nesmaq ‘быть красным’, šlaṭ/nešlaṭ ‘править’, ʕmal/neʕmal ‘трудиться’, sφaq/nespaq ‘быть достаточным’);
5. к классу e/o относятся лишь следующие непереходные глаголы: nḥeβ/neḥḥoβ ‘быть худым’, nḥeθ/neḥḥoθ ‘спускаться’, sγeδ/nesgoδ ‘поклоняться’, qreβ/neqroβ ‘приближаться’, šθeq/neštoq ‘молчать’;
6. класс o/o ограничен двумя непереходными глаголами: qφoδ/neqpoδ ‘ощетиниться’, ʔaχom/nęʔχom ‘быть красным’.
Таким образом частотны лишь два класса: a/o и e/a.
У ряда глаголов тематический гласный имперфекта зависит от переходности: ḥlaφ/neḥloφ ‘изменять’ и ḥlaφ/neḥlaφ ‘изменяться’. Изредка встречаются глаголы, имеющие как переходные, так и непереходные значения при одинаковом вокализме: hφaχ/nehpoχ ‘поворачиваться’, ‘возвращаться’ и ‘отдавать’, ‘переворачивать’; praq/neφroq ‘отделяться’ и ‘избавлять, спасать’.

### D-порода (paʕʕel)
Принято выделять следующие частные значения D-породы:
1. каузативное значение глаголов, имеющих активное (переходное и непереходное) значение в G-породе: zβan ‘купить’ — zabben ‘продать’, qreβ ‘приблизиться’ — qarreβ ‘принести’;
2. фактитив глаголов (то есть глаголы со значением ‘привести в состояние, обозначаемое производящей основой’), имеющих стативное значение в G-породе: dḥel ‘испытывать страх’ — daḥḥel ‘пугать’, ḥχam ‘знать’ — ḥakkem ‘научить’;
3. декларатив: zχå ‘быть невиновным’ — zakki ‘счесть невиновным’, ḥåβ ‘быть слабым, должным, виновным’ — ḥayyeβ ‘найти виновным, осудить’;
4. деноминатив: zaynå ‘оружие’ — zayyen ‘вооружать’, ḥaylå ‘сила’ — ḥayyel ‘усиливать’, nβiyå ‘пророк’ — nabbi ‘пророчествовать’, ṭakså ‘порядок’ (от др.-греч. τάξις) — ṭakkes ‘располагать по порядку’, ḥδeθ ‘новый’ — ḥaddeθ ‘обновить, восстановить’;
5. плюральность объектов для D, в отличие от единственности объекта для G: wa-βʕaw men pilaṭos da-nθabrunD šåqay-hon d-hånnon zqiφę ‘и они просили у Пилата, чтобы перебилиD голени у тех распятых’ — wa-qreβw l-maθbarG tarʕå ‘и они приблизились, чтобы сломатьG ворота’ (корень tbr); wåy lχon d-βånętton qaβrę da-nβiyę d-ʔaβåhay-kon qaṭṭelwD ʔennon ‘горе вам, строящим гробницы пророкам, которых ваши отцы умертвилиD’ — lå teδḥlun men ʔaylęn d-qåṭlinG paγrå ‘не бойтесь тех, кто умерщвляетG тело’ (корень qṭl).

### K-порода (ʔaφʕel)
K-порода обладает частными значениями того же рода:
1. каузативное значение глаголов, имеющих активное (переходное и непереходное) значение в G-породе: ʔeχal ‘есть’ — ʔawkel ‘кормить’, ṭʕå ‘ошибаться’ — ʔaṭʕi ‘вводить в заблуждение’;
2. фактитив глаголов (то есть глаголы со значением ‘привести в состояние, обозначаемое производящей основой’), имеющих стативное значение в G-породе: ḥšeχ ‘быть тёмным’ — ʔaḥšeχ ‘сделать тёмным’, ḥyå ‘жить’ — ʔaḥḥi ‘оживить, воскресить’;
3. деноминатив: ṭellålå ‘тень’ — ʔaṭlel ‘затенять’, maθlå ‘притча’ — ʔamtel ‘говорить притчами’, sʔunå ‘обувь’ — ʔasʔen ‘обувать(ся)’.
Встречаются синонимичные однокоренные глаголы с каузативной и фактитивной семантикой, образованные по моделям D и K: yaqqar и awqar ‘чтить’, ḥammeθ и ʔaḥmeθ ‘разгневать’. Вероятно, семантическую специфику D-породы по отношению к K-породе составляет лишь плюральность ситуации.

### t-породы
Страдательный залог выражается t-породами (а также страдательными предикативными причастиями непассивных пород). Глаголы tG-породы в пассивном употреблении обычно не отличаются по основной лексической семантике от однокоренных переходных G-глаголов, tD-глаголы — от D-глаголов, а tK-глаголы — от K-глаголов. Таким образом отношения между прямым залогом и пассивом приближаются к словоизменительным. Декаузатив и рефлексив также морфологически выражаются t-производными.

## Угаритский язык
В угаритском надежно выделяются следующие породы:
G — (нем. Grundstamm) основная, семантически и морфологически немаркированная;
Gt — рефлексив основной породы, который, помимо собственно рефлексивной функции (nšʔ ‘поднимать’ > Gt ‘подниматься’, rḥṣ ‘мыть’ > Gt ‘мыться’), выражает большое количество других семантических категорий (в ряде случаев употребляется без явного отличия от G). В отличие от других западносемитских языков, порода Gt не употребляется для выражения пассива (как и в аккадском, см. выше). Формы Gt образуются инфиксацией показателя -t- после второго корневого. Вокализм префикса в префиксальном спряжении — i (ʔimtḫṣ ‘я сражалась’), тематический гласный точно не установлен (немногие релевантные формы содержат как -a-, так и -i-). В суффиксальном спряжении наблюдается ʔi-протеза арабского типа (ʔištʔir ‘остался’), вокализм основы неясен. Инфинитив образуется одновременно префиксацией и инфиксацией показателя t: tmtḫṣ ‘сражаться’, tḫtṣb ‘биться’ (сходные формы с двойным маркированием хорошо засвидетельствованы в лексических списках из Эблы);
D — интенсив; частотная порода, в целом сохраняющая многозначность соответствующей категории в прасемитском (фактитив, каузатив и др.). Отождествление форм пород D и их анализ затруднены отсутствием специальных внешних показателей (удвоение второго корневого в орфографии не отражено, как и, в большинстве случаев, характерный для этой породы вокализм). Вокализм префикса в префиксальном спряжении — a (ʔabqθ ‘я буду искать’) вместо ожидаемого по сравнительным данным u (возможно, только в префиксе I л. ед. ч. под влиянием ларингала ʔ). Тематический гласный — i (ʔamʔid ‘я умножу’). Основы суффиксального спряжения и инфинитива известны в слоговой передаче (šal-li-ma [šallima] ‘он заплатил’, pu-la-ṭu [pullaṭu] ‘спасать’). Действительное и страдательное причастия имеют префикс m-, вокализм основы неясен. У глаголов со вторым слабым и у удвоенных глаголов формы этой породы имеют особые алломорфы типа древнееврейского PŌLĒL;
tD — рефлексив интенсива; редкая порода, количество надёжных примеров не превышает десяти; образуется префиксацией показателя t- (tkms ‘встал на колени’). Данных о вокализации основ и префиксов практически нет;
Š — каузатив; отмечается относительная редкость употребления этой породы (в сравнению, к примеру, с породой HIΦʕÎL в древнееврейском). Образуется префиксацией показателя š-, гласный префикса в префиксальном спряжении — a (ʔašhlk ‘я заставлю идти’). Типовой гласный, вероятно, i (yššʔil, форма каузатива к šʔl ‘спрашивать’, контекст не позволяет установить точное значение). Вокализм основ суффиксального спряжения и инфинитива неизвестен. Причастие образуется префиксацией m- (mšmṭr ‘проливающий дождь’);
Št — рефлексив каузатива; редкая порода (не более пяти надёжных примеров), наиболее ясными по значению являются формы от корня ḥwy, имеющие значение ‘кланяться’ (сам корень, впрочем, ни в каком другом виде в угаритском языке не представлен);
N — пассив-декаузатив-реципрок; сравнительно редко встречающаяся порода, значение которой трудно установить. Пассивное значение очевидно в таких примерах, как ntn ‘он был отдан’ < ytn ‘отдавать’, nkly ‘он был истрачен’ < kly ‘заканчиваться’, nškḥ ‘он был захвачен’ < škḥ ‘находить’. Декаузативное значение проявляется в yʔadm [yiʔʔadVm] ‘он окрасился в красный цвет’, ʔilḥm [ʔillaḥVmu] ‘я буду сражаться’. Значение реципрока присутствует в единственном примере в слоговой передаче: na-ap-ṭa-ru [napṭarū] ‘они обменялись’. Образуется префиксацией n-, который сохраняется в суффиксальном спряжении (предположительно также в инфинитиве и причастии), а в префиксальном — ассимилируется первому корневому. Основа суффиксального спряжения имеет a-вокализм (следует из единственного примера в слоговой записи, см. выше). Префиксы в префиксальном спряжении имеют i-вокализм (ʔilḥm ‘я сразился’), тематический гласный неизвестен.
Глагольные формы G-, D- и Š-пород выступают в действительном и страдательном залогах. Формы страдательного залога отличались вокализмом основы, который лишь в исключительно редких случаях проявляется в орфографии. Тем не менее существование внутреннего пассива надёжно доказывается косвенными морфологическими и синтаксическими свидетельствами. Например, для G-породы: mlk ʔugrt ytn bt ‘царь Угарита даст дом’ (3.2:5) — ytn bt lk ‘будет дан тебе дом’ (1.4 V 27). Форма ytn в последнем примере не может быть интерпретирована иначе как III лицо единственного числа мужского рода пассива G. Сходные примеры имеются для Š- и, с несколько меньшей степенью надёжности, для D-породы.